# Філософський песимізм

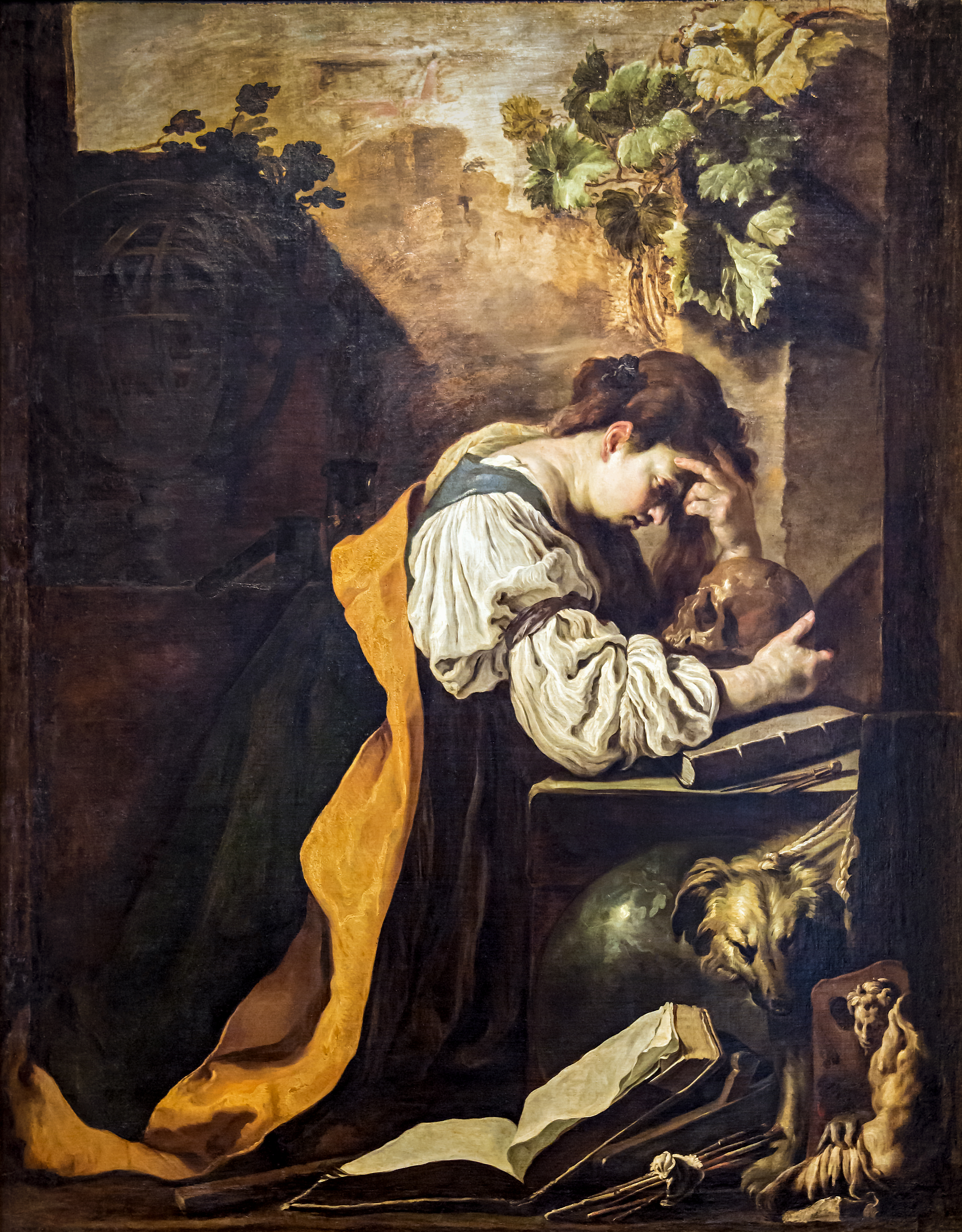
Меланхолія Доменіко Фетті (1612). Смерть, страждання і безглуздість — головні теми філософського песимізму.

Філософський песимізм — це сімейство філософських поглядів, які приписують негативну цінність життю чи існуванню. Філософські песимісти зазвичай стверджують, що світ містить емпіричне переважання болю над задоволеннями, що існування є онтологічно чи метафізично несприятливим для живих істот, і що життя фундаментально безглузде або безцільне. Однак їх реакція на цей стан дуже різноманітна і може бути життєствердною.
Філософський песимізм — це не єдиний послідовний рух, а скоріше нещільно пов'язана група мислителів зі схожими ідеями та подібністю один до одного. У книзі «Песимізм: історія та критика» Джеймс Саллі описує сутність філософського песимізму як «заперечення щастя або ствердження притаманної життю біди». Хоча прихильники філософського песимізму рідко виступають за самогубство як вихід із скрутного становища людини, більшість з них виступають за прийняття антинаталізму, тобто відмови від продовження роду.

## Визначення
Слово песимізм походить від латинського pessimus, що означає «найгірший».
Філософи визначають свою позицію різними способами. Байрон Сіммонс пише: «[п]есимізм — це, приблизно, погляд, що життя не варте того, щоб його прожити». Фредерік Бейзер пише: «песимізм — це теза про те, що життя не варте того, щоб його прожити, що небуття краще, ніж бути, чи що бути гірше, ніж не бути».  За словами Пола Прескотта, це думка, згідно якої «погане переважає над хорошим». За Крістофером Дженавей, Ольга Плюмахер "вказує, що філософський песимізм складається з двох положень: «Сума незадоволення переважує суму задоволення» і «Отже, небуття світу було б кращим за його існування».
Ігнасіо Л. Мойя визначає песимізм через чотири твердження:
1. Суть буття можна пізнати (повністю або частково).
2. Через таку природу існування життя характеризується потребами, бажаннями та болем. Таким чином, страждання неминучі.
3. Немає великих причин, космічного плану чи мети страждань.
4. Неіснування краще за існування.

## Принципи
Є багато способів прийти до песимістичних поглядів та багато аргументів на підтримку цієї точки зору, але є кілька повторюваних тем.
Життя не варте того, щоб його прожити — один із найпоширеніших аргументів песимістів полягає в тому, що життя не варте того, щоб його прожити. Коротше кажучи, песимісти вважають існування загалом шкідливим для живих істот. Бути живим означає бути поставленим у скрутне становище.
Погане переважає над хорошим — як правило, погане перемагає добро. Це можна розуміти двояко. По-перше, можна стверджувати, що — незалежно від кількості благ і зла — страждання не можуть бути компенсовані добром. По-друге, можна стверджувати, що погане переважає над хорошим.
Неіснування краще за існування — оскільки існування погане, краще б його не було. Цей момент можна зрозуміти одним із двох наступних способів. По-перше, можна стверджувати, що для будь-якої окремої істоти було б краще, якби вона ніколи не існувала.  По-друге, різні песимісти стверджували, що неіснування всього світу було б краще, ніж його існування.

## Основні аргументи
Тут коротко наведено найпоширеніші аргументи на користь філософського песимізму.

### Життя містить некомпенсоване зло
Одним з аргументів на користь негативного погляду на життя є визнання того, що зло безумовно неприйнятне. Хороший світ чи гарне життя неможливі зі злом у ньому. Цей напрямок думок ґрунтується на вислові Шопенгауера про те, що «хворе і зле у світі… навіть якщо вони стоять у найсправедливішому відношенні одне до одного, навіть якби вони були значно переважені добром, це все ж речі, які абсолютно ніколи не повинні існувати в будь-якому вигляді чи формі» у книзі «Світ як воля та уявлення» .  Ідея тут полягає в тому, що ніяке добро ніколи не може стерти пережитого зла, тому що воно має іншу якість або важливість.
Цей аргумент можна розширити, детально проаналізувавши причини, чому блага не можуть компенсувати зло у світі. Байрон Сіммонс аналізує тезу, наведену Шопенгауером у книзі «Світ як воля та уявлення» : 
[I]t is fundamentally beside the point to argue whether there is more good or evil in the world: for the very existence of evil already decides the matter since it can never be cancelled out by any good that might exist alongside or after it, and cannot therefore be counterbalanced.
[E]ven if thousands had lived in happiness and delight, this would never annul the anxiety and tortured death of a single person; and my present wellbeing does just as little to undo my earlier suffering.
Сіммонс стверджує, що благо може компенсувати зло лише тоді, коли воно а) трапляється з одним і тим самим суб'єктом і б) відбувається єдиночасно. Причина, чому добро повинно статися з одним і тим же суб'єктом, полягає в тому, що нещасний не може відчути щастя радісного, отже, це не впливає на нього. Причина, чому добро має статися єдиночасно, полягає в тому, що майбутня радість не діє назад у часі, тому вона не впливає на поточний стан стражденної людини.
Інтерпретація аргументу Шопенгауера Сіммонсом може бути викладена в такий силогізм:1. Життя варте того, щоб його прожити, коли воно не містить некомпенсованого зла.
2. Але життя містить деяке некомпенсоване зло. Висновок: тому життя не варте того, щоб його прожити.

### Прагнення є стражданням: апріорний аргумент Шопенгауера
Патрік Гассан захищає інтерпретацію апріорного аргументу Шопенгауера на користь песимізму. Відповідно до аргументу, неіснування є кращим за існування, оскільки страждання є фундаментальною ознакою досвіду.
Аргумент можна чітко представити так: P1. Страждання є фундаментальним аспектом досвіду.P2. Якщо страждання є фундаментальним аспектом досвіду, то баланс гедонічної цінності життя є негативним.
C1. Отже, баланс гедонічної цінності життя негативний. // Modus ponens з P1 і P2P4. Але, якщо баланс гедонічної цінності життя негативний, то неіснування краще існування.C2. Тому неіснування краще за існування. // Modus ponens з C1 і P4
Основою цього аргументу є визнання того, що розумні організми — тварини — є втіленими й заселяють певні ніші в навколишньому середовищі. Через це у них є певні потреби. Прагнення задовольнити потреби є сутністю всього органічного життя.
Наступні твердження підтверджують цей аргумент: Задоволення невловиме: організми весь час прагнуть до чогось іншого. Щоразу, коли вони задовольняють одне бажання, вони хочуть чогось іншого, і прагнення починається заново.
Щастя негативне: хоча потреби надходять до нас, здавалося б, самі собою, ми повинні докладати зусиль, щоб отримати радість. Крім того, задоволення — це лише насичення — або усунення — певного бажання. Отже, це лише негативний досвід, оскільки він тимчасово позбавляє нас прагнення чи потреби.
Прагнення є стражданням: поки прагнення не задоволене, воно переживається як страждання.
Нудьга є стражданням: відсутність об'єкта бажання переживається як дискомфортний стан.

### Скінченність людського життя
Хуліо Кабрера у своїй книзі «Дискомфорт і моральна перешкода» висуває аргумент про структурну безцінність людського життя.
Окремі (погані) події неможливо передбачити. Але життя людини має деякі структурні особливості, про які можна знати наперед. До них належать: а) люди починають «розкладатися», як тільки вони виникають, і їх життя може обірватися в будь-який момент.
b) спадний характер буття характеризується трьома незгодами: фізичним болем, знеохоченням і агресією з боку інших.c) люди повинні постійно створювати позитивні цінності, щоб захистити себе від а) і b).
Ці структурні особливості становлять «термінальність буття».
Аргумент структурного дискомфорту стверджує, що життя (має особливості (a)–(c)) тягне за собою дискомфорт, як фізичний, так і моральний. Крім того, аргумент стверджує, що таке життя є структурно безцінним. Позитивні цінності з'являються лише в житті, в постійній боротьбі з кінцевим, даним при народженні:.

### Дукха як ознака існування
Постійна незадоволеність або туга — дуккха — є ознакою всього чуттєвого існування. Будь-яка жива істота бажає того, чого не має, уникає того, що їй не подобається, і відчуває втрату через те, що вона втратила. Усі ці типи прагнень (taṇhā) є джерелами страждань, і вони не є зовнішніми, а скоріше властивими пороками (такими як жадібність, хіть, заздрість, самопоблажливість) усіх живих істот. Крім того, оскільки в буддизмі однією з центральних концепцій є звільнення або нірвана, це підкреслює жалюгідний характер існування, оскільки не було б потреби докладати таких великих зусиль, щоб звільнитися від простого «не ідеального стану». Оскільки просвітлення є метою буддійських практик через Шляхетний Вісімковий Шлях, цінність самого життя з цієї точки зору виглядає сумнівною.

## Розвиток песимістичної думки
Песимістичні настрої можна знайти в усіх релігіях і в працях різних філософів. Основний розвиток традиції розпочався з праць німецького філософа Артура Шопенгауера. :4

### Античні часи
Одним із центральних пунктів буддизму, який виник у стародавній Індії, є твердження про те, що життя сповнене страждань і незадоволення. Це відоме як дуккха з Чотирьох благородних істин:38.
У Екклезіасті з авраамічних релігій, які виникли на Близькому Сході, автор нарікає на безглуздість людського життя, розглядає життя як гірше смерті та висловлює антинаталістичні настрої щодо появи на світ. Ці погляди посідають центральне місце в гностицизмі, релігійній течії, що походить від християнства, де тіло розглядається як «в'язниця» для душі, а світ як тип пекла.
Гегесій з Кірени, який жив у Стародавній Греції, стверджував, що тривале щастя не може бути реалізовано через постійні тілесні хвороби та неможливість досягнення всіх наших цілей:92.

## Песимізм та інші філософські теми

### Життя тварин

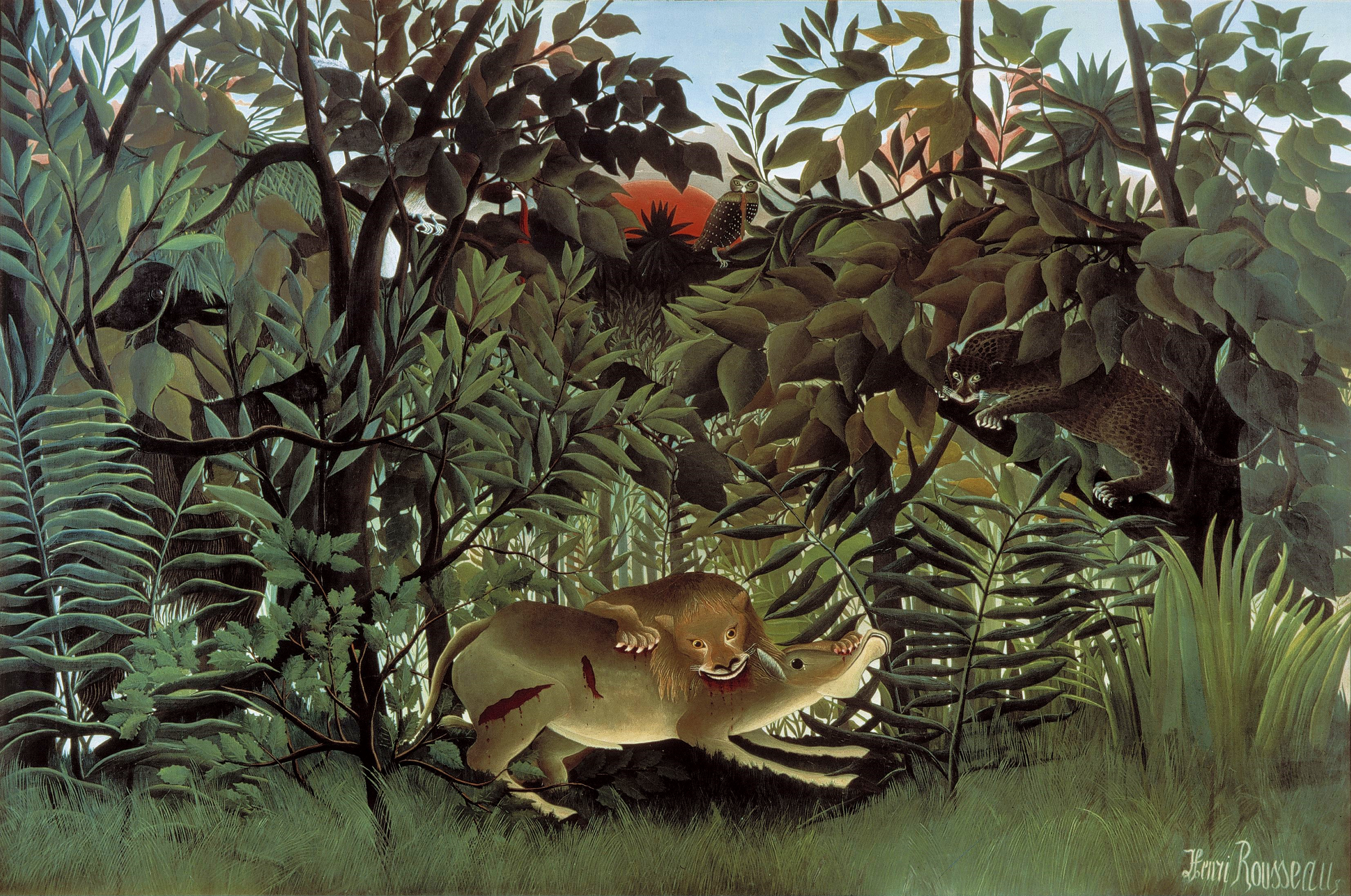
Анрі Руссо «Голодний лев кидається на антилопу» (1905). Здається, страждання невіддільні від життя диких тварин. « Лев, будучи голодним, кидається на антилопу, [і] пожирає її. Пантера з нетерпінням чекає моменту, коли вона теж зможе претендувати на свою частку. Кожна з хижих птахів відірвала шматок м'яса від верхівки бідної тварини, яка пролила сльозу. Сонце сідає.»

Окрім скрутного становища людини, багато філософських песимістів також наголошують на негативній якості життя нелюдських тварин, критикуючи уявлення про природу як про "мудрого та доброзичливого" творця.:42–44:364–376 У своїй книзі, яка отримала Пулітцерівську премію 1973 року «Заперечення смерті», Ернест Беккер так описує це:
Що ми маємо робити з творінням, у якому організми повсякденно розривають інших зубами будь-якого типу — кусають, подрібнюють м'ясо, стебла рослин, кістки між корінними зубами, жадібно штовхаючи м'якоть у стравохід із задоволенням, об'єднуючи його сутність у власну організацію, а потім виділяє з неприємним смородом і газами залишок. Кожен прагне включити інших, які йому їстівні. Комарі, які роздуваються кров'ю, личинки, бджоли-вбивці, що атакують із люттю та демонізмом, акули, які продовжують рвати та ковтати, поки їхні власні нутрощі вириваються, — не кажучи вже про щоденне розчленування та вбивство під час «природних» нещасних випадків. усіх типів: землетрус заживо ховає 70 тисяч тіл у Перу, автомобілі створюють піраміду понад 50 тисяч на рік тільки в США, припливна хвиля змиває понад чверть мільйона в Індійському океані. Творіння — це вражаючий кошмар, що відбувається на планеті, яка сотні мільйонів років була просочена кров'ю всіх її створінь. Найбільш тверезий висновок, який ми можемо зробити щодо того, що насправді відбувається на планеті протягом приблизно трьох мільярдів років, це те, що вона перетворюється на величезну яму з добривами. Але сонце відволікає нашу увагу, завжди випікає кров, змушує все рости над нею, і своїм теплом дарує надію, яка приходить із комфортом і простором організму.
Можна сказати, що теорія еволюції шляхом природного відбору виправдовує певну форму філософського песимізму, заснованого на негативній оцінці життя тварин у дикій природі. У 1887 році Чарльз Дарвін висловив почуття обурення думкою про те, що Божа доброзичливість обмежена, заявивши: «бо яка користь може бути у стражданнях мільйонів нижчих тварин протягом майже нескінченного часу?» Зоозахисник і моральний філософ Оскар Хорта стверджує, що через еволюційні процеси страждання в природі не тільки неминучі, але й насправді переважають над щастям. Для біолога-еволюціоніста Річарда Докінза природа жодним чином не є доброзичливою. Він стверджує, що на карту в біологічних процесах поставлено не що інше, як виживання послідовностей ДНК генів:131. Докінз також стверджує, що якщо ДНК передається, не має значення, скільки страждань тягне за собою така передача, і що генам байдуже кількість страждань, які вони завдають, оскільки ніщо не впливає на них емоційно. Іншими словами, природа байдужа до нещастя, якщо воно не впливає на виживання ДНК:. Хоча Докінз прямо не встановлює перевагу страждань над благополуччям, він вважає нещастя «природним станом» диких тварин::
Загальна кількість страждань за рік у природному світі перевершує будь-яке пристойне споглядання. Протягом хвилини, яка потрібна мені, щоб скласти це речення, тисячі тварин з'їдаються заживо; інші біжать, рятуючись, скигли від страху; інші повільно пожираються зсередини нестримними паразитами; тисячі всіх видів вмирають від голоду, спраги та хвороб. Так повинно бути. Якщо колись настане час достатку, саме цей факт автоматично призведе до збільшення населення, доки не відновиться природний стан голоду та злиднів. ... У всесвіті сліпих фізичних сил і генетичної реплікації одні люди постраждають, іншим пощастить, і ви не знайдете в цьому ні рими, ні причини, ні справедливості. Всесвіт, який ми спостерігаємо, має саме ті властивості, яких ми повинні очікувати, якщо в основі немає ні задуму, ні мети, ні зла, ні добра, нічого, крім сліпої, безжалісної байдужості.

### Аборт
Незважаючи на те, що песимісти погоджуються з думкою, що життя погане, а деякі песимісти -антинаталісти критикують продовження роду, їхні погляди на аборти відрізняються::.
Просмертельний погляд
Девід Бенатар дотримується «про-смертельних поглядів» щодо абортів. Бенатар стверджує, що на ранніх стадіях вагітності, коли плід ще не розвинув свідомість і не має моральних інтересів, ми повинні прийняти презумпцію проти виношування плоду. Виправдання вимагає не сам акт аборту, а невикидень плода (на ранніх термінах вагітності). Бенатар не стверджує, що такі ранні аборти повинні бути обов'язковими, а лише те, що було б краще зробити аборт:.
Погляд проти абортів
Хуліо Кабрера зауважує, що аборт вимагає розгляду та дії щодо чогось, що вже є. Він стверджує, що ми повинні взяти це до наших моральних роздумів, незалежно від природи цієї речі:. Він наводить такі аргументи проти абортів: P1. З точки зору негативної етики, неправильно усувати іншу людину лише заради нашої вигоди, ставлячись до неї як до перешкоди, яку потрібно усунути.P2. Морально добре діяти на користь тих, хто не може себе захистити.
P3. Плід — це щось, що починає закінчуватися з самого початку, і воно закінчується як людська істота.P4. Людський плід — найбільш безпорадна істота. Висновок: тому, з точки зору негативної етики, морально неправильно усунути (вирвати) людину:210.
Кабрера дає кілька обґрунтувань для викладки: Для P1: ми всі безцінні, тому ніхто не має більшої цінності, ніж будь-хто інший. Потенційний злочинець не кращий за жертву, тому він не має виправдання вбивати:211. Для P2: це лише початкова передумова:. Для P3: було б важко встановити, коли плід стає людиною, тому ми повинні бути обережними і не робити абортів:213.  Плід має потенціал стати раціональним агентом зі свідомістю, почуттями, уподобаннями, думками тощо:.  Ми можемо концептуалізувати людину не як набір властивостей, а як істоту, яка постійно самобудується, і плід є таким типом істоти:. Плід кидається в існування з особливим характером свого існування — розкладається, як людина:218. Ми також повинні обговорювати статус тих, хто робить аборти, і жінок, які роблять аборти, а не лише статус плоду:. Для P4: Плід є найбільш безпорадною стороною в ситуації розмноження. Воно абсолютно не має права голосу в обговореннях щодо абортів:219.

## Вплив поза філософією

### ТБ і кіно
Персонаж Раста Коула в першому сезоні телесеріалу «Справжній детектив» відзначається вираженням філософсько-песимістичного світогляду; при створенні персонажа творець серіалу надихався роботами Томаса Ліготті, Еміля Чорана, Юджина Текера та Девіда Бенатара .

### Цитати
1. ↑  For discussions around the views and arguments of philosophical pessimism see:

  - Schopenhauer, Arthur (2010) [1818]. Welchman, Alistair; Janaway, Christopher; Norman, Judith (ред.). The World as Will and Representation. Т. 1. Cambridge: Cambridge University Press. doi:10.1017/CBO9780511780943. ISBN 978-0-521-87184-6.
  - Schopenhauer, Arthur (2018) [1844]. Welchman, Alistair; Janaway, Christopher; Norman, Judith (ред.). The World as Will and Representation. Т. 2. Cambridge: Cambridge University Press. doi:10.1017/9780511843112. ISBN 978-0-521-87034-4.
  - Benatar, David (2017). The Human Predicament: A Candid Guide to Life's Biggest Questions (англ.). Oxford: Oxford University Press. ISBN 978-0-19-063381-3.
  - Ligotti, Thomas (2011). The Conspiracy Against the Human Race: A Contrivance of Horror (англ.). New York: Hippocampus Press. ISBN 978-0-9844802-7-2. OCLC 805656473.
  - Saltus, Edgar (2012) [1885]. The Philosophy of Disenchantment (англ.). Project Gutenberg.
  - Coates, Ken (2014). Anti-Natalism: Rejectionist Philosophy from Buddhism to Benatar (англ.). First Edition Design Pub. ISBN 978-1-62287-570-2.
  - Lugt, Mara van der (2021). Dark Matters: Pessimism and the Problem of Suffering (англ.). Princeton, New Jersey: Princeton University Press. ISBN 978-0-691-20662-2.
  - Sully, James (1877). Pessimism: A History and a Criticism (англ.). London: Henry S. King & Co.
2. ↑  Sorgner, Stefan Lorenz, ред. (2011). Music in German Philosophy: An Introduction (англ.). Chicago: University of Chicago Press. с. 158. ISBN 978-0-226-76839-7.
3. ↑  Miller, Ed L. (2015). God and Reason: An Invitation to Philosophical Theology (англ.) (вид. 2nd). Eugene, Oregon: Wipf and Stock Publishers. с. 180. ISBN 978-1-4982-7954-3.
4. ↑  Dienstag, Joshua Foa (2009). Pessimism: Philosophy, Ethic, Spirit. Princeton, New Jersey: Princeton University Press. ISBN 978-0-691-14112-1.
5. ↑  Sully, James (1877). Pessimism: A History and a Criticism, p. 4. London: Henry S. King & Co.
6. ↑  For discussions of suicide and antinatalism in the context of philosophical pessimism see:
  - Schopenhauer, Arthur (1913). On the Sufferings of the World. Studies in Pessimism (англ.). Переклад: Saunders, Thomas Bailey. London: George Allen & Company. с. 15.
  - Schopenhauer, Arthur (1913). On Suicide. Studies in Pessimism (англ.). Переклад: Saunders, Thomas Bailey. London: George Allen & Company. с. 48.
  - Benatar, David (2013). Still Better Never to Have Been: A Reply to (More of) My Critics. The Journal of Ethics. 17 (1/2): 121–151 [148]. doi:10.1007/s10892-012-9133-7. S2CID 170682992.
  - Ligotti, Thomas (2011). The Conspiracy Against the Human Race: A Contrivance of Horror (англ.). New York: Hippocampus Press. с. 50. ISBN 978-0-9844802-7-2. OCLC 805656473.
  - Coates, Ken (2014). Anti-Natalism: Rejectionist Philosophy from Buddhism to Benatar (англ.). First Edition Design Pub. с. 80. ISBN 978-1-62287-570-2.
7. ↑  Etymology, origin and meaning of pessimism. etymonline (англ.). Процитовано 18 вересня 2023.
8. 1 2  Simmons, Byron (2021). A thousand pleasures are not worth a single pain: The compensation argument for Schopenhauer's pessimism. European Journal of Philosophy. 29 (1): 120—136. doi:10.1111/ejop.12561. S2CID 225685721.
9. 1 2  Beiser, Frederick C. (2016). Weltschmerz: Pessimism in German Philosophy, 1860–1900 (англ.). Oxford: Oxford University Press. ISBN 978-0-19-876871-5. OCLC 929590292.
10. ↑  Prescott, Paul (2012). What Pessimism Is (PDF). Journal of Philosophical Research. 37: 337—356. doi:10.5840/jpr20123716.
11. ↑  Janaway, Christopher (2021). Worse than the best possible pessimism? Olga Plümacher's critique of Schopenhauer. British Journal for the History of Philosophy. 30 (2): 211—230. doi:10.1080/09608788.2021.1881441.
12. ↑  Plümacher, Plumacher (1994). Der Pessimismus in Vergangenheit und Gegenwart [Pessimism in Past and Present] (German) . Heidelberg: Georg Weiss.
13. 1 2  Benatar, David (2017). The Human Predicament: A Candid Guide to Life's Biggest Questions (англ.). Oxford: Oxford University Press. ISBN 978-0-19-063381-3.
14. ↑  Baumeister, Roy F. та ін. (2001). Bad is Stronger than Good (PDF). Review of General Psychology, 2001. Vol. 5. No. 4. 323-370. doi:10.1037//1089-2680.5.4.323. {{cite web}}: Зовнішнє посилання в |doi= (довідка)Обслуговування CS1: Сторінки з параметром url-status, але без параметра archive-url (посилання)
15. 1 2 3 4  Benatar, David (2006). Better Never to Have Been: The Harm of Coming into Existence. Oxford University Press. ISBN 978-0199296422.
16. ↑  Hassan, Patrick (2021). Striving as Suffering: Schopenhauer's A Priori Argument for Pessimism. Philosophia. 49 (4): 1487—1505. doi:10.1007/s11406-020-00316-0.
17. ↑  Hassan, Patrick (2021). Individual vs. World in Schopenhauer's Pessimism. The Southern Journal of Philosophy. 59 (2): 122—152. doi:10.1111/sjp.12401.
18. 1 2 3  Schopenhauer, Arthur (2018) [1844]. Welchman, Alistair; Janaway, Christopher; Norman, Judith (ред.). The World as Will and Representation. Т. 2. Cambridge: Cambridge University Press. doi:10.1017/9780511843112. ISBN 978-0-521-87034-4.
19. ↑  Simmons, Byron (2021). A thousand pleasures are not worth a single pain: The compensation argument for Schopenhauer's pessimism. European Journal of Philosophy. 29 (1): 120—136. doi:10.1111/ejop.12561.
20. ↑  Hassan, Patrick (2021). Striving as Suffering: Schopenhauer's A Priori Argument for Pessimism (PDF). Philosophia. 49 (4): 1487—1505. doi:10.1007/s11406-020-00316-0.
21. 1 2 3 4 5 6 7 8 9 10 11 12  Cabrera, Julio (2019). Discomfort and Moral Impediment: The Human Situation, Radical Bioethics and Procreation (англ.). Newcastle upon Tyne: Cambridge Scholars Publishing. ISBN 978-1-5275-1803-2. OCLC 1078636651.
22. 1 2  Cooper, David E. Buddhism as Pessimism. Journal of World Philosophies. 6 (2): 1—16. eISSN 2474-1795.
23. ↑  Sully, James (1877). Pessimism: A History and a Criticism (англ.). London: Henry S. King & Co.
24. ↑  [[|Ecclesiastes]] 1:1–9NIV
25. ↑  [[|Ecclesiastes]] 2:13–17NIV
26. ↑  [[|Ecclesiastes]] 4:1–3NIV
27. ↑  Hutin, Serge (1978) [1958]. Chapter 2: Misère de l'homme. Les Gnostiques. Que sais-je? (фр.) (вид. 4th). Paris: Presses Universitaires de France. OCLC 9258403.
28. ↑  Laërtius, Diogenes (2018). The Lives and Opinions of Eminent Philosophers (англ.). Переклад: Yonge, Charles Duke. Project Gutenberg.
29. ↑  Pedatella, Stefan (March 2009). Images of Animal Predation in Giacomo Leopardi's Dialogo della Natura e di un Islandese. Italian Culture (англ.). 27 (1): 25—42. doi:10.1179/155909009X401665. ISSN 0161-4622.
30. ↑  Becker, Ernest (2007). The Denial of Death (англ.). Free Press. с. 282—283. ISBN 978-1-4165-9034-7.
31. ↑  Darwin, Charles (1958). Barlow, Nora (ред.). The Autobiography of Charles Darwin. London: Collins. с. 90.
32. ↑  Horta, Oscar (2015). The Problem of Evil in Nature: Evolutionary Bases of the Prevalence of Disvalue. Relations. Beyond Anthropocentrism. 3 (1): 17—32. doi:10.7358/rela-2015-001-hort. Процитовано 8 травня 2016.
33. 1 2 3  Dawkins, Richard (1995). River Out of Eden: A Darwinian View of Life (англ.). London: Orion Publishing Group. ISBN 978-0-297-81540-2.
34. ↑  Patches, Matt (28 лютого 2014). Ask a Philosopher: What's Up With True Detective's Rust Cohle?. Vulture (амер.). Процитовано 6 грудня 2022.
35. ↑  Janning, Finn (December 2014). True Detective: Pessimism, Buddhism or Philosophy? (PDF). Journal of Philosophy of Life. 4 (4): 121—141.
36. ↑  Calia, Michael (2 лютого 2014). Writer Nic Pizzolatto on Thomas Ligotti and the Weird Secrets of 'True Detective'. WSJ (амер.). Процитовано 31 травня 2020.
37. ↑  Kvas, Kornelije (2019). The Boundaries of Realism in World Literature. Lanham, Boulder, New York, London: Lexington Books. с. 131. ISBN 978-1-7936-0910-6.

#### Основна література
Книги
- Benatar, David (2017). The Human Predicament: A Candid Guide to Life's Biggest Questions. Oxford University Press ISBN 978-0-19-063381-3
- Cabrera, Julio (2019). Discomfort and Moral Impediment: The Human Situation, Radical Bioethics and Procreation. Cambridge Scholars Publishing ISBN 978-1-5275-1803-2
- Cioran, Emil (2012/1949). A Short History of Decay. Arcade Publishing ISBN 978-1611457360
- Leopardi, Giacomo (1882/1827). Essays and Dialogues.
- Mainländer, Philipp (1876). Die Philosophie der Erlösung.. Berlin: Verlag von Theobald Grieben
- Schopenhauer, Arthur (2010/1818). The World as Will and Representation, Volume 1. Cambridge University Press ISBN 978-0-521-87184-6
- Schopenhauer, Arthur (2018/1844). The World as Will and Representation, Volume 2. Cambridge University Press ISBN 978-0-521-87034-4
- von Hartmann, Eduard (2014/1884). Philosophy of the Unconscious: Speculative Results According to the Inductive Method of Physical Science. Routledge ISBN 978-0-415-61386-6

Академічні роботи
- Contestabile, Bruno (2016). The Denial of the World from an Impartial View. Contemporary Buddhism. 17: 49—61. doi:10.1080/14639947.2015.1104003. S2CID 148168698. Penultimate draft
- Hassan, Patrick (2021). Striving as Suffering: Schopenhauer's A Priori Argument for Pessimism. Philosophia. 49 (4): 1487—1505. doi:10.1007/s11406-020-00316-0. S2CID 234157970.
- Prescott, Paul (2012). What Pessimism Is. Journal of Philosophical Research. 37: 337—356. doi:10.5840/jpr20123716.
- Simmons, Byron (2021). A thousand pleasures are not worth a single pain: The compensation argument for Schopenhauer's pessimism. European Journal of Philosophy. 29 (1): 120—136. doi:10.1111/ejop.12561. S2CID 225685721.

#### Додаткова література
Книги
- Beiser, Frederick C. (2016). Weltschmerz: Pessimism in German Philosophy, 1860—1900. Oxford: Oxford University Press ISBN 978-0-19-876871-5
- Coates, Ken (2014). Anti-Natalism: Rejectionist Philosophy from Buddhism to Benatar. First Edition Design Publisher ISBN 978-1-62287-570-2
- Dienstag, Joshua Foa (2006). Pessimism: Philosophy, Ethic, Spirit. Princeton University Press ISBN 0-691-12552-X
- Feltham, Colin (2016). Depressive Realism: Interdisciplinary Perspectives. Routledge ISBN 978-1-317-58482-7
- Ligotti, Thomas (2011). The Conspiracy Against the Human Race: A Contrivance of Horror. Hippocampus Press ISBN 978-0-9844802-7-2
- Saltus, Edgar (2022/1885). The Philosophy of Disenchantment. Legare Street Press ISBN 978-1016394321
- Segev, Mor (2022). The Value of the World and of Oneself: Philosophical Optimism and Pessimism from Aristotle to Modernity. Oxford: Oxford University Press ISBN 978-0-197-63407-3
- Sully, James (2022/1877). Pessimism: A History and a Criticism. Legare Street Press ISBN 978-1015919389
- Tsanoff, Radoslav A. (1931). The Nature of Evil. New York: The MacMillan Company
- van der Lugt, Mara (2021). Dark Matters: Pessimism and the Problem of Suffering. Princeton University Press ISBN 978-0-691-20662-2

Академічні роботи
- Hassan, Patrick (2021). Individual vs. World in Schopenhauer's Pessimism. The Southern Journal of Philosophy. 59 (2): 122—152. doi:10.1111/sjp.12401. S2CID 234303325.
- Janaway, Christopher (2022). Worse than the best possible pessimism? Olga Plümacher's critique of Schopenhauer. British Journal for the History of Philosophy. 30 (2): 211—230. doi:10.1080/09608788.2021.1881441. S2CID 233897050.